# Muotathal
Muotathal est une commune suisse du canton de Schwytz, située dans le district de Schwytz. Elle est située dans la Muotatal.

## Géographie

Vue aérienne (1958)

Selon l'Office fédéral de la statistique, Muotathal mesure 172,16 km2.  

## Histoire
Muotathal a remporté la finale de Jeux sans frontières en 1974 (à Leyde, aux Pays-Bas).
Le 30 juillet 2023, plus d'un million de mètres cubes de roches se détachent des falaises du Glatten pour s'écraser sur le Gwalpeten, un alpage au fond de la Bisistal, dans le sud du territoire communal,. Le site était surveillé depuis des années et avait été préventivement évacué lorsque les mouvements de terrain s'étaient accélérés dans le mois.

## Démographie
Selon l'Office fédéral de la statistique, Muotathal abrite 3 516 habitants fin 2022. Sa densité de population atteint 20 hab./km2.
Le graphique suivant résume l'évolution de la population de Muotathal entre 1850 et 2009 :

## Culture
Située dans une vallée reculée, Muotathal est connue pour abriter des vieilles traditions folkloriques, alpines ou helvétiques, notamment en ce qui concerne la musique suisse, et aussi pour son festival de death/grind : le mountains of death.